# Алпайн (округ, Каліфорнія)
Шаблон:StateAbbr_ 38°35′ пн. ш. 119°48′ зх. д. / 38.58° пн. ш. 119.8° зх. д.
Округ  Алпайн (англ. Alpine County) — округ (графство) у штаті  Каліфорнія, США. Ідентифікатор округу 06003.

## Історія
Округ утворений 1864 року.

## Демографія
За даними перепису 
2000 року 
загальне населення округу становило 1208 осіб, усе сільське.
Серед мешканців округу чоловіків було 635, а жінок — 573. В окрузі було 483 домогосподарства, 295 родин, які мешкали в 1514 будинках.
Середній розмір родини становив 2,96.
Віковий розподіл населення поданий у таблиці:
| Стать    | До 15 років | 15-21 | 22-29 | 30-39 | 40-49 | 50-65 | 65-85 | Понад 85 |
| -------- | ----------- | ----- | ----- | ----- | ----- | ----- | ----- | -------- |
| Чоловіки | 104         | 79    | 60    | 81    | 125   | 121   | 58    | 7        |
| Жінки    | 106         | 69    | 47    | 73    | 111   | 112   | 49    | 6        |

## Суміжні округи
- Дуглас, Невада — північний схід
- Моно — південний схід
- Туолемі — південь
- Калаверас — південний захід
- Амадор — захід
- Ель-Дорадо — північний захід

## Виноски
1. ↑  U.S. Decennial Census. United States Census Bureau. Архів оригіналу за 26 квітня 2015. Процитовано 24 вересня 2015.
2. ↑  Historical Census Browser. University of Virginia Library. Архів оригіналу за 11 серпня 2012. Процитовано 24 вересня 2015.
3. ↑  Forstall, Richard L., ред. (27 березня 1995). Population of Counties by Decennial Census: 1900 to 1990. United States Census Bureau. Архів оригіналу за 24 вересня 2015. Процитовано 24 вересня 2015.
4. ↑  Census 2000 PHC-T-4. Ranking Tables for Counties: 1990 and 2000 (PDF). United States Census Bureau. 2 квітня 2001. Архів оригіналу (PDF) за 18 грудня 2014. Процитовано 24 вересня 2015.
5. ↑  State & County QuickFacts. United States Census Bureau. Архів оригіналу за 6 червня 2011. Процитовано 3 квітня 2016. [Архівовано 2011-06-06 у Wayback Machine.](англ.) Наведено за англійською вікіпедією.
6. ↑  American FactFinder. Бюро перепису населення США. Архів оригіналу за 26 лютого 2012. Процитовано 31 січня 2008. [Архівовано 2008-05-21 у Wayback Machine.]

| США | Це незавершена стаття з географії США. Ви можете допомогти проєкту, виправивши або дописавши її. |